# Colletes dinizi
Colletes dinizi är en biart som beskrevs av Kuhlmann, Ortiz och Ornosa 2001. Colletes dinizi ingår i släktet sidenbin, och familjen korttungebin. Inga underarter finns listade i Catalogue of Life.